# Карнович, Ефим Степанович
Ефим Степанович Карнович (28 августа 1793, Ярославский уезд, Ярославская губерния — 18 декабря 1855, Ярославский уезд, Ярославская губерния) — помещик Ярославской губернии, передовой сельский хозяин своего времени, коллежский асессор.

## Биография
Ефим Степанович Карнович родился 28 августа 1793 года в селе Пятницкая Гора Ярославского уезда Ярославской губернии. Получив первоначальное образование сначала дома, а затем в университетском благородном пансионе в Москве, он выдержал в Московском университете экзамен на степень студента.
В 1811 году поступил на службу в комиссию составления военных законов, учреждённую при военном министерстве, откуда, после закрытия комиссии, перешёл сперва в инспекторский департамент, а затем в департамент разных податей и сборов министерства финансов. В 1817 г. был переведён в Ярославское губернское правление; но вскоре перешёл в Московскую межевую канцелярию.
В Москве он вошёл в близкое сношение с Московским обществом сельского хозяйства, принимал участие в переводе сочинений Теэра, изданных впоследствии Обществом, оставил затем службу, поселился в деревне и был с 1830 г. по 1833 г. уездным предводителем дворянства в Ярославской губернии; вышел в отставку в чине коллежского асессора. Вся дальнейшая его деятельность была посвящена исключительно сельскому хозяйству.
Он жил постоянно в имении Пятницкая Гора в Ярославской губернии и занялся опытами введения плодопеременных севооборотов, разведением картофеля; он первый из русских сельских хозяев начал засевать поля клевером и обратил особенное внимание на местную льняную и полотняную промышленность. Выписав из-за границы мастеров для обработки и обелки льна, он в короткое время достиг блестящих успехов, за которые был Высочайше награждён бриллиантовым перстнем, а хозяйство его сделалось настолько известным, что о нём упоминали даже иностранные писатели, например, Гакстгаузен в своём отчёте о путешествии по России отзывался о нём с особенной похвалой.
Стремясь улучшить положение крестьян, Е. С. Карнович в начале 1820-х годов открыл в своем имении одну из первых в Ярославской губернии школу для детей крестьян и дворовых людей, в которой обучались мальчики и девочки в возрасте от 7 до 13 лет.
В 1837 году в имении Пятницкая Гора открыл практическую школу для обучения крестьян передовым методам выращивания и обработки льна, для чего на три года пригласил искусных фламандских льноводов и оплатил их работу. Ученики в течение полугода обучались выращиванию и обделке льна, а также полевым работам. Крестьяне из черноземных губерний обучались также фламандскому способу посева и уборки мака, ярового рапса и табака. Плата за продолжение обучения в следующем году не взималась. Крестьянки принимались на полугодовое обучение приготовлению льна для пряжи и выделке пряжи. По окончании учебы обучавшиеся получали аттестаты за печатью владельца имения и подписью фламандского учителя, а также образцы изготовленной ими пряжи. Школа действовала до 1855 года.
Как специалист-хозяин, Карнович нередко исполнял поручения министерства государственных имуществ, посетив не только многие города России, но и Западной Европы. Желая сблизить между собою хозяев Ярославской губернии, он много содействовал возникновению Ярославского общества сельских хозяев, открытого в 1843 году, и первые шесть лет был его секретарём. Карнович заботился о распространении в хозяйствах использования различных сельскохозяйственных орудий и машин; по его инициативе был организован при канцелярии губернатора Комитет для поощрения льняной промышленности, который с 1844 по 1860 регулярно устраивал местные сельскохозяйственные выставки в Селе Великом Ярославской губернии. Статьи его по разным сельскохозяйственным вопросам печатались исключительно в журналах Московского общества сельских хозяев и министерства государственных имуществ.
Ефим Степанович Карнович скончался 18 декабря 1855 года и был похоронен в своем родовом имении (могила не сохранилась).

## Избранные труды
В журнале, издававшемся Московским обществом сельского хозяйства:
- «Записки из путешествия по Германии» (1834)
- «Сравнение голштинского хозяйства с трехпольным русским (продолжение записок)» (1835)
- «Об улучшении льна и льняных изделий в Ярославской губернии» (1835)
- «Мнение об улучшении породы крестьянских лошадей, по поводу вопросов, предложенных об этом предмете от Министерства Государственных Имуществ» (1841)
- «О возделывании льна и белении полотен по фламандскому способу, с замечаниями о посеве картофеля» (1842)
- «Отчет по Талицкой (в его имении) белильне полотен и вообще по хозяйству за 1842 год» (1843)
- «Опыты и наблюдения» (1844)
- «О местности, весьма удобной для заведения фабрик на юге от Москвы» (1850)

В журнале Министерства Государственных Имуществ:
- «Опыты над посевом вашингтоновой пшеницы» // Т. 1
- «Об открытии Ярославского общества сельского хозяйства» // Т. 7
- «3амечательное хозяйство купца Дьячкова, в Вологодской губернии» // Т. 8
- «Хозяйственные опыты и улучшения в Ярославской губернии» // Т. 10
- «О полотняной промышленности в Ярославской губернии» // Т. 18
- «Исторический обзор льняной и полотняной промышленности в Ярославской губернии» // Т. 40
- «Механические льнопрядилыни, устроенные в России» // Т. 40
- «Меры к поощрению льняной промышленности в Ярославской и смежных с нею Вологодской, Костромской и Владимирской губерниях» // Т. 45.

## Награды
- орден Св. Анны 3-й и 2-й степени;
- орден Св. Владимира 4-й степени;
- бриллиантовый перстень (за труды по льноводству);
- Высочайшее благоволение (неоднократно)[5].
- Золотая медаль Московского общества сельского хозяйства (24 марта 1838) — за усердие в распространении агротехнических знаний[7].

## Память
Научное наследие Е. С. Карновича хранится в государственном архиве Ярославской области.

## Комментарии
1. ↑  Село Гора Пятницкая располагалось примерно в 2 км к северу от села Великое[1][2]; не сохранилось, ныне — территория Великосельского сельского поселения в Гаврилов-Ямском районе[3][4].